# آشکارساز الکترولیتی

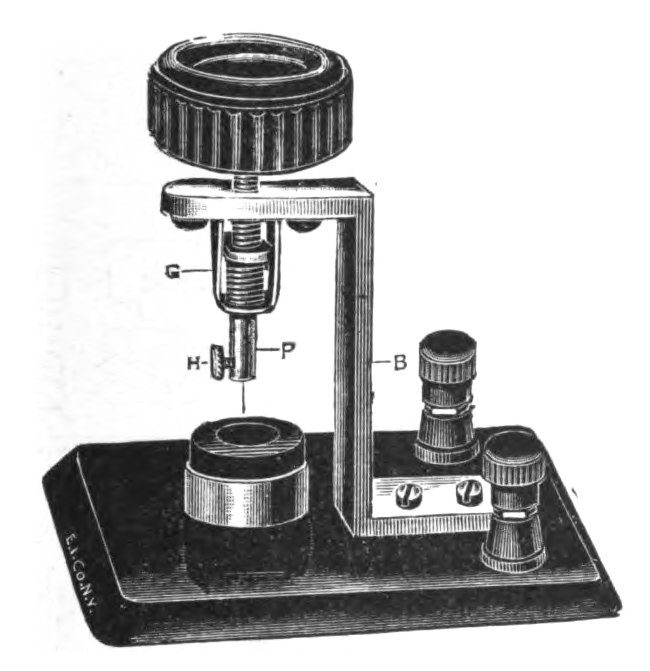
آشکارساز الکترولیتی

آشکارساز الکترولیتی (به انگلیسی: Electrolytic detector) یا تبادل‌گر مایع، نوعی آشکارساز (دمدولاتور) بود که در گیرنده‌های رادیویی اولیه استفاده می‌شد. اولین بار توسط محقق رادیوی کانادایی رجینالد فسندن در سال ۱۹۰۳ استفاده شد، تا حدود سال ۱۹۱۳ مورد استفاده قرار گرفت و پس از آن توسط آشکارسازهای کریستالی و آشکارسازهای لامپ خلاء مانند لامپ فلمینگ و آدیون (ترایود) جایگزین شد. در مقایسه با دیگر آشکارسازهای موجود در آن زمان مانند آشکارساز مغناطیسی و منسجم بسیار حساس و قابل اعتماد در نظر گرفته شد. این یکی از اولین آشکارسازهای یکسوکننده بود که قادر به دریافت AM (صدا) بود. در ۲۴ دسامبر ۱۹۰۶، کشتی‌های نیروی دریایی ایالات متحده با گیرنده‌های رادیویی مجهز به آشکارسازهای الکترولیتی فسندن، اولین پخش رادیویی AM را از فرستنده برنت راک ماساچوست فسندن، دریافت کردند که شامل یک برنامه موسیقی کریسمس بود.

## یادداشت
1. ↑  Sarkar, T. K.; Mailloux, Robert; Oliner, Arthur A. (2006). History of Wireless. John Wiley and Sons. pp. 369-370. ISBN 0-471-78301-3.
2. ↑  Phillips, Vivian J. (1980). Early Radio Wave Detectors. London: Inst. of Electrical Engineers. pp. 64-79. ISBN 0-906048-24-9.
3. ↑  Belrose, John S. (5–7 September 1995). "Receiver Technology". International Conference on 100 Years of Radio. IEEE. Retrieved 28 July 2010.
4. ↑  Lee, Thomas H. (2004). Planar Microwave Engineering: A Practical Guide to Theory, Measurement, and Circuits, Vol. 1. Cambridge Univ. Press. p. 11. ISBN 0-521-83526-7.
5. ↑  Davis, L. J. (2012). Fleet Fire: Thomas Edison and the Pioneers of the Electric Revolution. Skyhorse Publishing Inc. ISBN 978-1-61145-659-2.